# Unterhonschaft (Haan)
Die Unterste Honschaft Haan war im Mittelalter und der Neuzeit eine Honschaft im Kirchspiel Haan im bergischen Amt Solingen.
Zu der Honschaft gehörten die Höfe und Wohnplätze:
| - Blech (auch Bleek, Bleck), - Böken (auch in den Büchen, Büken, Bucken), - Brand (auch Brandt), - Breidenhof (auch Breydenhoff, Breidt, Breidenhauß, Breyden Gut), - Breidenhäußchen, - Breidenmühle, - Britten (auch Bretten), - Brucherkotten, - Bruchermühle, - Brüchelchen (auch Brüggelchen, Brügelgen, Brökeltgen), - Buschenhausen (auch Buschhauß, Buschenhoff), - Buschhöfen (auch Buschhoven), - Claßberg (auch Claeßberg, Klaßberg), - Cleef (auch Cleve, Cliff, Cliffe), - Dieck (auch zum Dick), - Diekermühle (auch Dieckermühle, Dickermuhle), - Dorn (auch zum Torn), - Dornendriesch (auch Haus im Weiler zum Dorn, Lamberts Dornen), - Dreckloch, - Garden (auch Garten, Gartenau), - Goldberghäuschen (auch Goldbergshäuschen), - Grünewald, - Grund (auch Grundt), - Hackland, - Hahscheid (auch Hascheid, Hagscheidt, im Haag, Hag), - Heide (auch Oberste Heide, Unterste Heide= Greyser Heidt = Greisenheiden = Grießenheyd = Kreitz), - Heidt (auch Kritz Heidt), - Heidfeld (auch Heydtfelt), - Hinum (auch Hinumb, Hynumb, Hynem, Hynove, Num), - Horst, - Hülsberg, | - Kaiserbusch (auch Kaisersbusch, Kaysersbusch), - Kellerthor, - Krümde (auch Krümbde, Crümbde, Kreumbde, Krumde, Kraumde), - Laibach (auch Leybach, Laibich, Leckbach, Leckbech), - Meisen (auch in der Meysen), - Müllersberg (früher Burbachsberg), - Peekshüsken, - Pütt (auch Pütz), - Püttdelle, - Pütterberg, - Pütterfeld, - Schaafenkotten (auch Schafenkotten), - Schasiepen (auch Schadseifen, Schadesyfen, Siepen, Oben-Schasiepen, Unten-Schasiepen), - Schiensbusch (auch Schinsbusch, Scheinsbusch), - Schmitte, - Schmitten (auch Klein Schmitte), - Schönholz (auch Schönsels), - Schricks (auch Schröcks, Schrickshauß), - Sombers (auch Sonborn), - Spörkelnbruch (auch Spörklenbruch), - Steeg (auch Steg), - Steinfeld (auch Steinfelt, Steynfelt), - Steinkulle (auch Steinkuhle), - Stöcken (auch Stocken), - Tenger (auch Tänger), - Thienhausen (auch Thenhauß, Thenhausen, Teenhauß, Tedenhuysen), - Üllenhüsken (auch Eulenhäuschen), - Vietshaus (auch Vietshauß, Vitshauß), - Windhövel (auch Windhöffel, Windthübel). |